# Ilyushin Il-106
L'Ilyushin Il-106 (in caratteri cirillici Ильюшин Ил-106) è un quadrigetto da trasporto strategico multiruolo progettato dall'OKB 39 diretto da Sergej Vladimirovič Il'jušin e sviluppato in Unione Sovietica tra i tardi anni ottanta ed i primi anni novanta del XX secolo.

## Storia del progetto
Dopo la metà degli anni ottanta del XX secolo il Ministero dell'Industria aeronautica sovietica espresse la necessità di dotare la V-VS di un nuovo aereo da trasporto militare con cui sostituire l’Antonov An-22 da trasporto pesante, dotato di propulsione a turboelica, allora in servizio. I lavori preliminari iniziarono nel 1987, e il progetto in dettaglio fu completato dall’ufficio tecnico della Ilyushin nel 1992, dopo lo scioglimento dell’Unione Sovietica, e un modello in scala fu presentato ad una fiera aeronautica. Secondo il programma industriale il primo volo del prototipo doveva avvenire nel corso del 1997, con l’inizio della produzione nel corso del 2005. A causa delle forti contrazioni del bilancio della difesa, avvenute tra il 1997 e il 1998, il programma Il-106 fu rinviato a tempo indeterminato.
Il peggiorare delle relazioni diplomatiche tra Russia e Ucraina, culminate poi nella Crisi di Crimea e nella Guerra dell'Ucraina orientale, portarono alla cessazione del supporto dell’industria Antonov alla flotta di An-124 Condor in servizio presso l'aviazione militare russa. Nel 2014 fu emessa una nuova specifica relativa ad un velivolo da trasporto strategico in grado di trasportare i nuovi mezzi corazzati in fase di entrata in servizio nell'esercito russo, tra cui il carro armato T-14 Armata. La specifica, designata PAK-VTA (Prospective Airborne Complex of Military Transport Aviation), è stata vinta dal progetto Ilyushin "Yermak" presentato dall’ingegnere Sergei Sergeyev che rappresenta il tentativo di rivitalizzazione dell’Il-106. Secondo quanto dichiarato dall’ingegnere Sergei Velmozhkin, vice capo progettista dell’Ufficio tecnico Ilyushin, la nuova versione sarà dotata dei più potenti motori Avidvigatel PD-14 o PD-18R.

## Tecnica
L'originale velivolo da trasporto strategico Il-106 era stato progettato per trasportare un carico di 80 tonnellate su una distanza di 5 000 km. Si trattava di un monoplano di costruzione interamente metallica, con ala alta a sbalzo e fusoliera semi-monoscocca. L'ala ha freccia moderata con winglets alle estremità, e impennaggio di coda classico. Il carrello d'atterraggio triciclo anteriore è completamente retrattile, suddiviso in un elemento singolo anteriore con due ruote sterzanti, e due elementi a sei ruote ognuno, che consentiva l’utilizzo dell’aereo anche da piste non preparate. La propulsione era costituita da 4 turboventole ad alto rapporto di diluizione Kuznetsov NK-92, posizionati su appositi piloni alari, che garantiscono una spinta di 18 000 kg ciascuno. La stiva merci, delle dimensioni di 34x6x4,6 m, era dotata di una rampa di carico posteriore per la movimentazione dei veicoli e delle merci, e di un portellone di carico anteriore. L'aereo è dotato di un sistema di controllo digitale EDSU fly-by-wire, e l'equipaggio dispone nella cabina di pilotaggio di display multifunzione LCD.

### Annotazioni
1. ↑  Tali propulsori non sono mai entrati in servizio, ma hanno dato origine ad un derivato per uso civile, il Kuznetsov NK-93.

### Fonti
1. 1 2  Taylor 1996, p. 231.
2. 1 2 3 4 5 6 7 8  Global Security.
3. 1 2 3 4 5 6 7  JP4, mensile di Aeronautica e Spazio n.3, marzo 2016, p. 36.
4. ↑  https://www.globalsecurity.org/military/world/russia/pak-ta.htm

### Periodici
- Torna l’Il-106, in JP4, mensile di Aeronautica e Spazio, n. 3, Firenze, Ed.A.I. srl., marzo 2016,  p. 36.